# Oncidium scwambachii
Oncidium scwambachii é uma espécie de orquídea epífita com pequenos pseudobulbos ovais e achatados, de meio centímetro de altura, portando folha ovalada, pontuda e grossa, de 10 centímetros de comprimento por 4 centímetros de largura, de cor verde escuro e pintalgadas de marrom. Inflorescências basais resistentes, eretas e paniculadas, de 15 centímetros de altura, portando pequenas flores branco-esverdeadas. Hastes florais que se assemelham muito com as do Oncidium morenoi, mas de porte avantajado.
Vegeta na Serra do Mar, no Espírito Santo. Floresce na primavera.
Seu nome foi dado em homenagem à saudosa mãe do orquidófilo Roberto A. Kautsky, dona Elizabeth Scwambach.